# Le petit prince a dit (film, 1992)
Pour les articles homonymes, voir Petit Prince (homonymie).
Pour plus de détails, voir Fiche technique et Distribution.
Le petit prince a dit est le quatrième film de Christine Pascal, sorti en 1992.

## Synopsis
Il s'agit de l'histoire d'une petite fille, Violette (Marie Kleiber) atteinte d'une tumeur au cerveau. Ses parents sont divorcés, une mère actrice, fantasque, qui boit un peu trop, un père aimant mais exigeant qui la bouscule : trop ronde, trop molle, trop maladroite, trop lente.
Lorsque son père Adam (Richard Berry), médecin, apprend ce dont souffre Violette, il l'emmène dans une fuite éperdue; il sait qu'elle est condamnée et ne semble pas vouloir lui imposer des traitements lourds.
Ils partent finalement rejoindre la mère, Mélanie (Anémone), qui répète une pièce de théâtre à Milan. Violette, son père et un chien de rencontre finissent par se réfugier dans la maison de vacances où Mélanie les attend. La compagne d'Adam qui y a amené Mélanie comprend vite qu'elle n'a pas sa place. Violette sait qu'elle va mourir. La cellule familiale se reconstitue provisoirement autour de l'enfant malade.

## Fiche technique
- Titre : Le petit prince a dit
- Réalisation : Christine Pascal
- Scénario : Christine Pascal et Robert Boner
- Photographie : Pascal Marti
- Musique : Bruno Coulais
- Production : Robert Boner
- Sociétés de production : Alia Films, Ciné Manufacture, French Productions et Télévision suisse romande (TSR)
- Société(s) de distribution : Gebeka Films (sortie en salles de 2002), Gaumont (DVD)
- Pays d'origine :  France,  Suisse
- Langue originale : français
- Format : couleur
- Genre : drame
- Durée : 106 minutes
- Dates de sortie : 25 novembre 1992 et ressortie le 13 novembre 2002

## Distribution
- Richard Berry : Adam Leibovich
- Anémone : Mélanie
- Marie Kleiber : Violette Leibovich
- Lucie Phan : Lucie
- Mista Préchac : Minerve
- Claude Muret : Jean-Pierre

## Sortie et accueil
- Box-office  France : 853 460 entrées (toutes exploitations)

Le petit prince a dit a rencontré un bon accueil auprès de la critique. Le film connaît une carrière en salles modeste : il ne parvient qu'à totaliser 86 397 entrées sur Paris, où il n'est pas distribué au-delà dans 15 salles sur la capitale. C'est toutefois en province que le long-métrage fonctionne correctement, portant le total à 566 717 entrées en fin d'exploitation. Avec les reprises en salles, il enregistre 286 743 entrées.

## Sortie vidéo
Le film sort en juillet 2020 en Blu-ray et DVD dans la collection Gaumont Découverte, avec en complément une interview de Richard Berry.

## Autour du film
Le titre du film vient d'une scène où Adam et sa fille, en voiture sur l'autoroute, chantent à tue-tête la chanson L'Empereur, sa femme et le petit prince.

## Distinctions
- Prix Louis-Delluc, 1992
- Prix d'interprétation pour Richard Berry au festival de Montréal, 1992